# 呂大鈞
呂大鈞（1029年—1080年），字和叔，陝西藍田縣人。北宋關中學派的代表人物。

## 生平
呂大忠的二弟，自幼膽識過人，為張載弟子，曾書「天下為一家，中國為一人賦」。北宋嘉祐二年（1059年）進士，授秦州（今甘肅天水）司里參軍，任延州（今陝西延安）監折博務、三原知县、后供（今福建福州）知县等职。卒於任上。丁憂期間，為教化鄉人，首創《呂氏鄉約》，提出“德業相勵，過失相規，禮俗相交，患難相卹”，是中國歷史上第一部成文的村規民約。著作有《四书注》、《诚德集》等。